# Militära grader i Danmark
Militära grader i Danmark visar den hierarkiska ordningen hos personalen i det danska försvaret.

## Armén

### Officerare
| Officersgrader i Danmarks armé | Officersgrader i Danmarks armé | Officersgrader i Danmarks armé | Officersgrader i Danmarks armé | Officersgrader i Danmarks armé | Officersgrader i Danmarks armé | Officersgrader i Danmarks armé | Officersgrader i Danmarks armé | Officersgrader i Danmarks armé | Officersgrader i Danmarks armé | Officersgrader i Danmarks armé | Officersgrader i Danmarks armé | Officersgrader i Danmarks armé |
| NATO-kod                       | OF-9                           | OF-8                           | OF-7                           | OF-6                           | OF-5                           | OF-4                           | OF-3                           | OF-2                           | OF-1                           | OF-1                           | OF(D)                          | Student Officer                |
| ------------------------------ | ------------------------------ | ------------------------------ | ------------------------------ | ------------------------------ | ------------------------------ | ------------------------------ | ------------------------------ | ------------------------------ | ------------------------------ | ------------------------------ | ------------------------------ | ------------------------------ |
| Axelklaff                      |                                |                                |                                |                                |                                |                                |                                |                                |                                |                                |                                |                                |
| Tjänstegrad                    | General                        | Generalløjtnant                | Generalmajor                   | Brigadegeneral                 | Oberst                         | Oberstløtjnant                 | Major                          | Kaptajn                        | Premierløjtnant                | Løjtnant                       | Sekondløjtnant                 | Officerselev                   |
| Motsvarar i Sveriges armé      | General                        | Generallöjtnant                | Generalmajor                   | Brigadgeneral                  | Överste                        | Överstelöjtnant                | Major                          | Kapten                         | Löjtnant                       | Fänrik                         | Kadett                         | Officersaspirant               |

### Underofficerare och manskap
| Specialistofficers-, gruppbefäls- och soldatgrader i Danmarks armé | Specialistofficers-, gruppbefäls- och soldatgrader i Danmarks armé | Specialistofficers-, gruppbefäls- och soldatgrader i Danmarks armé | Specialistofficers-, gruppbefäls- och soldatgrader i Danmarks armé | Specialistofficers-, gruppbefäls- och soldatgrader i Danmarks armé | Specialistofficers-, gruppbefäls- och soldatgrader i Danmarks armé | Specialistofficers-, gruppbefäls- och soldatgrader i Danmarks armé | Specialistofficers-, gruppbefäls- och soldatgrader i Danmarks armé | Specialistofficers-, gruppbefäls- och soldatgrader i Danmarks armé | Specialistofficers-, gruppbefäls- och soldatgrader i Danmarks armé | Specialistofficers-, gruppbefäls- och soldatgrader i Danmarks armé | Specialistofficers-, gruppbefäls- och soldatgrader i Danmarks armé | Specialistofficers-, gruppbefäls- och soldatgrader i Danmarks armé |
| NATO-kod                                                           | OR-9                                                               | OR-8                                                               | OR-7                                                               | OR-6                                                               | OR-5                                                               | OR-5                                                               | OR-4                                                               | OR-4                                                               | OR-3                                                               | OR-2                                                               | OR-1                                                               | OR-1                                                               |
| ------------------------------------------------------------------ | ------------------------------------------------------------------ | ------------------------------------------------------------------ | ------------------------------------------------------------------ | ------------------------------------------------------------------ | ------------------------------------------------------------------ | ------------------------------------------------------------------ | ------------------------------------------------------------------ | ------------------------------------------------------------------ | ------------------------------------------------------------------ | ------------------------------------------------------------------ | ------------------------------------------------------------------ | ------------------------------------------------------------------ |
| Axelklaff                                                          |                                                                    |                                                                    |                                                                    | Saknar motsvarighet                                                |                                                                    |                                                                    |                                                                    |                                                                    |                                                                    |                                                                    |                                                                    |                                                                    |
| Tjänstegrad                                                        | Chefsergent                                                        | Seniorsergent                                                      | Oversergent                                                        |                                                                    | Sergent                                                            | Værnepligtig sergent                                               | Korporal                                                           | Sergentelev                                                        | Overkonstabel af 1. grad                                           | Overkonstabel                                                      | Konstabel                                                          | Værnepligtig menig gruppefører                                     |
| Motsvarar i Sveriges armé                                          | Regments- förvaltare                                               | Förvaltare                                                         | Fanjunkare                                                         |                                                                    | Sergeant                                                           | -                                                                  | Korpral                                                            | Specialist- officersaspirant                                       | Vicekorpral                                                        | Menig 1kl                                                          | Menig                                                              | -                                                                  |